# Искандарова, Ханифа Сиражевна
Ханифа Сиражевна Исканда́рова (баш. Хәнифә Сираж ҡыҙы Искәндәрова; 20 марта 1928, дер. Яхъя, Башкирская АССР, РСФСР, СССР — 4 сентября 2020, с. Аркаулово, Салаватский район, Республика Башкортостан) — советский, российский педагог. Народный учитель СССР (1982). Герой Социалистического Труда (1968).

## Биография
Ханифа Искандарова родилась 20 марта 1928 года в деревне Яхъя (ныне Салаватского района Башкирии) в семье учителя.
Окончив 7 классов начальной школы, работала в колхозе счетоводом.
В 1944 году поступила в Месягутовское педагогическое училище (позднее — Башкирский Месягутовский учительский институт, ныне — Месягутовский педагогический колледж). По окончании училища продолжила учёбу в Уфимском учительском институте (ныне Уфимский университет науки и технологий)
После окончания института в 1949 году работала учительницей биологии Аркауловской средней школы Салаватского района Башкирской АССР. Затем, с 1955 по 1956 годы работала учительницей Мещегаровской средней школы, в 1956—1961 — Турналинской семилетней, Малоязской средней школ, с 1962 по 1991 — учитель биологии Аркауловской средней школы.
В процессе обучения прививала ученикам любовь и уважение к труду, проводила занятия на полях и фермах совхоза «Саргамыш», выступала перед работниками совхоза с интересными лекциями и докладами. Вела кружок юного натуралиста, оборудовала в школе кабинет биологии, руководила опытным участком школы, плоды которого были представлены на ВДНХ в Москве. Её педагогический опыт был рекомендован к изучению и широко поддержан в республике.
За большие заслуги в деле обучения и коммунистического воспитания учащихся Указом Президиума Верховного Совета СССР от 1 июля 1968 года Искандаровой присвоено звание Героя Социалистического Труда.
Депутат Верховного Совета СССР восьмого и девятого созывов (1970—1979), делегат XXIV съезд КПСС (1971), делегат первого Всесоюзного съезд учителей (1968). Трижды избиралась членом Комитета советских женщин.
Проживала в Уфе.
Искандарова Ханифа Сиражевна умерла в селе Аркаулово Салаватского района Республики Башкортостан. Захоронена там же.

## Награды и звания
- Герой Социалистического Труда (1968)
- Заслуженный учитель Башкирской АССР
- Заслуженный учитель школы РСФСР (1967)
- Народный учитель СССР (1982)
- Орден Ленина (1968)
- Медали
- Почётная грамота Президиума Верховного Совета Башкирской АССР (1988)
- Почётный гражданин Салаватского района